# Stadion Arab Contractors

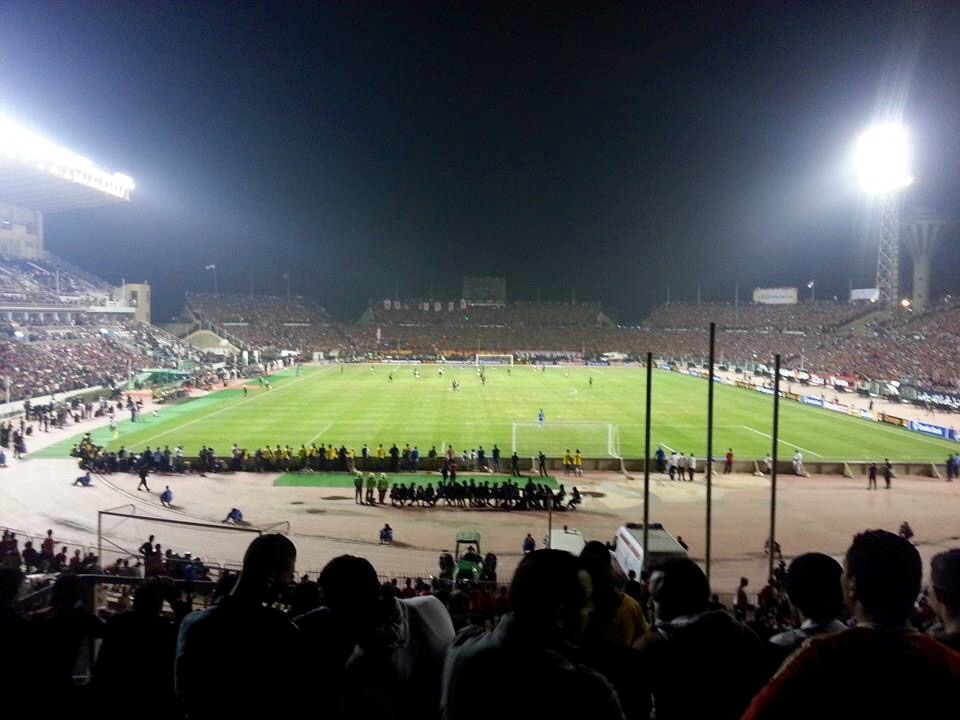
Stadion Arab Contractors

Stadion Arab Contractors (arab. ملعب المقاولين العرب) – wielofunkcyjny stadion w stolicy Egiptu, Kairze. Używany jest głównie do gry w piłkę nożną. Swoje mecze na tym stadionie rozgrywa drużyna El Mokawloon SC. Pojemność stadionu wynosi 35,000.